# Unternehmensabbildung
Unternehmensabbildung (auch ganzheitliche Unternehmensabbildung) bezeichnet die möglichst umfassende modellhafte Darstellung eines Unternehmens. Aufgrund der Komplexität einer solchen Darstellung werden Systematisierungen eingeführt – indem verschiedene Sichten gebildet werden, die jeweils spezifische Aspekte beschreiben. Innerhalb dieser Sichten kommen unterschiedliche Methoden und Modelle zur Anwendung, um den jeweilig betrachteten Aspekt abzubilden. Der Zusammenhang wird durch Verknüpfung der Modelle untereinander und durch modellübergreifende Nutzung von Modellelementen hergestellt.
Durch ihren ganzheitlichen Ansatz unterscheidet sich die Unternehmensabbildung von der Unternehmensarchitektur, die sich hauptsächlich auf Aspekte im Zusammenhang mit der Informationstechnik (IT) eines Unternehmens konzentriert.

## Aspekte der ganzheitlichen Unternehmensabbildung
Um der Komplexität der ganzheitliche Abbildung eines Unternehmens gerecht zu werden, werden hohe Anforderungen an
- die Systematisierung der Darstellung (Funktionalität) insbesondere im Hinblick auf eine zielgruppengerechte Präsentation der Darstellung (generelle Strukturierung der behandelten Themen, Bildung geeigneter und möglichst überschneidungsfreier Sichten) und die Anpassbarkeit an sich weiterentwickelnde Anforderungen,
- die verwendeten Konstrukte zur Darstellung (Methoden) insbesondere im Hinblick auf die Langlebigkeit und Wartbarkeit sowie
- die Ausformulierung der Darstellung (Stil) insbesondere im Hinblick auf die Durchgängigkeit und Wiederverwendbarkeit gestellt.

Folgende zweistufige Systematisierung unternimmt den Versuch, alle Aspekte einer ganzheitlichen Unternehmensabbildung zu erfassen:
- Unternehmensleitbild bestehend aus
  - Unternehmensvision und Unternehmensmission inklusive der daraus abgeleiteten
  - Unternehmensstrategie sowie
  - Unternehmenszielen und Erfolgsfaktoren
- Unternehmenspolitik mit den Themen
  - Governance, Ethik und Grundsätze
  - Qualitätsmanagement
  - Umweltschutz, Gesundheitsschutz und Arbeitsschutz
- Aufbauorganisation
  - Unternehmensgesellschaften, Geschäftssegmente und Unternehmensbereiche als rechtlich selbständige oder weitgehend autonom agierende Einheiten
  - Abteilungen, Stellen und Mitarbeiter als (hierarchische) organisatorische Aufbaustruktur der Aufgabenträger
  - Unternehmensfunktionen als (hierarchische) funktionale Aufbaustruktur der direkt oder indirekt wertschöpfenden Verrichtungen (Aufgaben) – üblicherweise von Fachabteilungen verantwortet
- Ablauforganisation Zusammenfassung von
  - Aufgaben und Tätigkeiten (Aktivitäten), die hinsichtlich der Reihenfolge (Funktionsorientierte Ablauforganisation[1]), der Gesamtdauer (Zeitorientierte Ablauforganisation[2]) oder der Reduktion der Wegstrecken (Raumorientierte Ablauforganisation[3]) analysiert und optimiert werden
  - Materialflüssen und Ressourcenallokation
  - Informationsflüssen und Kommunikation
- Prozessorganisation mit
  - Prozessarchitektur als der (hierarchischen) Gliederung der Geschäftsprozesse
  - Geschäftsprozessen a) zur Anordnung von Teilprozessen oder Phasen (Substrukturen), b) mit Absprüngen in und Einsprüngen aus anderen Geschäftsprozessen (Verbindungen) sowie c) mit der bei der Ausführung von Geschäftsprozessen entstehenden Risiken, die Performance und Qualität von Geschäftsprozessen kennzeichnenden Kennzahlen und der Maßnahmen zur Prozessoptimierung
  - Abläufen und Arbeitsschritten als (zeitlich-logische) Abfolge von Tätigkeiten (Aktivitäten)

       Die modellhafte Darstellung der Prozessorganisation wird durch die Geschäftsprozessmodellierung realisiert.
- Unternehmensarchitektur bestehend aus
  - Geschäftsobjektarchitektur (bei objektorientierten Ansätzen der Unternehmensarchitektur) mit den Geschäftsobjekten (z. B. Fertigungsauftrag oder Lieferadresse) und Datenarchitektur (bei relationalen Ansätzen der Unternehmensarchitektur) mit den Daten (z. B. Kundenauftrag oder Nettogewicht) sowie den jeweiligen Aggregationsbeziehungen (Lieferadresse enthält Postleitzahl) und Abhängigkeitsbeziehungen (z. B. Kundenauftrag hat Auftragspositionen) mit dem Anspruch, alle wesentlichen Objekte und Daten der geschäftlichen Welt zu erfassen und sich nicht nur auf solche zu beschränken, die in der IT abgebildet oder in Datenbanken gespeichert werden.
  - Anwendungsarchitektur einschließlich der a) hierarchischen Gliederung über Domänen, Building Blocks und Anwendungssysteme bis zu Anwendungssystemkomponenten sowie Schnittstellen und Schnittstellenkomponenten und b) der an die Anwendungssysteme gestellten Anforderungen und die zu deren Abdeckung entwickelten Lösungen sowie Technologiearchitektur mit den Architekturelementen für den Aufbau und den Betrieb der IT-Infrastruktur
  - Maschinen, Anlagen, Ausrüstungen, Gebäude und andere Anlagegüter
- Regelungen durch
  - Gesetze
  - Standards und Normen
  - Verträge
- Interessengruppen und Markt mit
  - Stakeholder und Wettbewerber, mit denen das Unternehmen interagiert
  - Produkten und Dienstleistungen, die das Unternehmen anbietet
  - Kundenmanagement, mit denen das Unternehmen die Kundenkontakte optimiert und dem aktuellen Verhaltensmustern der Kunden (customer journey) anpasst[4]
  - Öffentlichkeitsarbeit (Public Relations) und Image

## Gegenüberstellung bekannter Sichtenkonzepte zur Unternehmensabbildung
Die Definition von Sichten zur Unternehmensabbildung ist Forschungsgegenstand namhafter Lehrstühle für Wirtschaftsinformatik. Die bekanntesten daraus hervorgegangenen Modelle stammen von
- A. W. Scheer (ARIS = Architektur Integrierter Systeme[5]) an der Universität des Saarlandes,
- O. K. Ferstl, E. J. Sinz (SOM = Semantisches Objektmodell) an der Otto-Friedrich-Universität Bamberg,
- U. Frank (MEMo = Multi-Perspective Enterprise Modelling[6]) an der Universität Duisburg-Essen und
- A. Gadatsch (GPM = Ganzheitliche Prozessmodellierung[7]) an der Hochschule Bonn-Rhein-Sieg.
- H. Österle (ProMet = Prozess Methode[8]) an der Universität St. Gallen.

Weitere bekannte Modelle zur Definition von Sichten zur Unternehmensabbildung stammen aus Organisationen und Unternehmen wie von
- The Open Group (TOGAF = The Open Group Architecture Framework[9]),
- J. A. Zachman das Zachman Framework in seiner ursprünglichen Form von 1987[10] und der überarbeiteten Form von 1997,[11]
- CIMOSA Association e. V. (CIMOSA = Computer Integrated Manufacturing Open System Architecture[12]) und
- S&T AG durch Kauf der IMG AG 2007 (PROMET PM = Projektmanagement, PROMET BE = Business Engineering, PROMET IM = IT Management, PROMET SW = Standardsoftware Implementation und PROMET IF = Infrastructure).[13]

| Sicht                                                                          | Scheer (ARIS) [S: Sicht, M: Methoden- beispiel]A          | Ferstl/Sinz (SOM) [E: Ebene, M: Methode]            | Frank (MEMo) [P: Perspektive, E: Ebene, M: Methode]B                                                      | Österle (ProMet) [D: Dimension, M: Methode]C   | Gadatsch (GPM) [S: Sicht, M: Modell]D                                 | Zachman (Fra- mework 97) [P: Perspek- tive, F: Fokus, M: Methoden- beispiel]E             |
| ------------------------------------------------------------------------------ | --------------------------------------------------------- | --------------------------------------------------- | --- | ---------------------------------------------- | --------------------------------------------------------------------- | ----------------------------------------------------------------------------------------- |
| Unternehmens- leitbild                                                         |                                                           |                                                     | |                                                |                                                                       |                                                                                           |
| Unternehmens- vision und -mission                                              |                                                           | E: Unterneh- mensplan M: Zielsystem                 | |                                                |                                                                       |                                                                                           |
| Unternehmens- strategie                                                        |                                                           | E: Unterneh- mensplan M: Zielsystem                 | P: Strategie E: Analyse M: Objektmodell (Generali- sierungsbe- ziehungen)                                 | D: Organisation M: Architektur- planung        |                                                                       | P: Motivation F: Kontext M: Liste der Ziele                                               |
| Unternehmens- ziele und Erfolgsfaktoren                                        | S: Funktions- sicht M: Zieldiagramm                       | E: Unterneh- mensplan M: Zielsystem                 | | D: Organisation M: Prozess- führung            |                                                                       | P: Motivation F: Kontext, M: Liste der Plan- werte und Kennzahlen                         |
| Unternehmens- politik                                                          | Scheer...                                                 | Ferstl/Sinz...                                      | Frank...                                                                                                  | Österle...                                     | Gadatsch...                                                           | Zachmann...                                                                               |
| Governance Ethik und Grundsätze                                                |                                                           |                                                     | |                                                |                                                                       | P: Motivation F: Konzept, Logisch M: Liste von Richt- linien, Anwei- sungen und Standards |
| Qualitäts- management                                                          |                                                           |                                                     | |                                                |                                                                       | -"-                                                                                       |
| Umwelt-, Ge- sundheits- und Arbeitsschutz                                      |                                                           |                                                     | |                                                |                                                                       | -"-                                                                                       |
| Aufbau- organisation                                                           | Scheer...                                                 | Ferstl/Sinz...                                      | Frank...                                                                                                  | Österle...                                     | Gadatsch...                                                           | Zachmann...                                                                               |
| Unternehmensge- sellschaften, Ge- schäftssegmen- te und Unterneh- mensbereiche | S: Organisati- onssicht M: Organigramm                    | E: Unterneh- mensplan M: Objektsystem               | P: Organisation E: Org.-struktur M: Objektmodell (Differenzierung)                                        |                                                | S: Organisations- struktursicht M: Organigramm                        | P: Personen F: Kontext M: Liste der Organi- sationseinheiten und Rollen                   |
| Abteilungen, Stellen und Mitarbeiter                                           | S: Organisati- onssicht M: Organigramm                    | E: Unterneh- mensplan M: Objektsystem               | P: Organisation E: Org.-struktur M: Objektmodell (Differenzierung)                                        |                                                | S: Organisations- struktursicht M: Organigramm                        | P: Personen F: Konzept M: Organigramm                                                     |
| Unternehmens- funktionen                                                       | S: Funktions- sicht M: Funktions- baum                    | E: Unterneh- mensplan M: Objektsystem               | P: Organisation E: Ablauforganis. M: Vorgangsmodell (Office Process)                                      |                                                |                                                                       | P: Funktion F: Konzept M: Funktions- baum                                                 |
| Ablauf- organisation                                                           | Scheer...                                                 | Ferstl/Sinz...                                      | Frank...                                                                                                  | Österle...                                     | Gadatsch...                                                           | Zachmann...                                                                               |
| Aufgaben und Aktivitäten (logisch, zeit- lich, räumlich)                       |                                                           | E: Geschäfts- prozess M: Vorgangs- Ereignis- Schema | P: Strategie E: Deskription M: Wertkette                                                                  | D: Organisation M: Ablauf- planung             |                                                                       | P: Personen F: Physisch, Details                                                          |
| Materialflüsse und Ressour- cenflüsse                                          |                                                           | E: Ressourcen M: Vorgangs- Objekt- Schema           | |                                                |                                                                       |                                                                                           |
| Informations- flüsse und Kommunika- tionsflüsse                                |                                                           | E: Ressourcen M: Vorgangs- Objekt- Schema           | P: Organisation E: Ressourcen, Informationen, Kommunikation M: Objektmodell (Kommunikati- onsverzeichnis) |                                                |                                                                       | P: Funktion F: Logisch                                                                    |
| Prozess- organisation                                                          | Scheer...                                                 | Ferstl/Sinz...                                      | Frank...                                                                                                  | Österle...                                     | Gadatsch...                                                           | Zachmann...                                                                               |
| Prozess- architektur (hierarchisch)                                            | S: Steuerungs- sicht M: WKD                               | E: Geschäfts- prozess M: Interaktions- Schema       | P: Organisation E: Ablauforganis. M: Vorgangsmodell (Office Process)                                      | D: Organisation M: Prozess- vision             | S: Aktivitäts- struktursicht M: Geschäftspro- zess-Struktur- diagramm | P: Funktion F: Kontext                                                                    |
| Geschäfts- prozesse (Substrukturen, Verbindungen)                              | S: Steuerungs- sicht M: WKD                               | E: Geschäfts- prozess M: Interaktions- Schema       | P: Organisation E: Ablauforganis. M: Vorgangsmodell (Office Process)                                      | D: Organisation M: Prozess- modell             |                                                                       | P: Funktion F: Konzept                                                                    |
| Abläufe und Arbeitsschritte                                                    | S: Steuerungs- sicht M: EPK, FZD                          | E: Geschäfts- prozess M: Vorgangs- Ereignis- Schema | P: Organisation E: Ablauforganis. M: Beziehungsnetz (Aufgaben- Folge-Plan)                                | D: Organisation M: Prozess- modell             | S: Prozess-Sicht M: Geschäfts- prozess- diagramm                      | P: Funktion F: Logisch                                                                    |
| Unternehmens- architektur                                                      | Scheer...                                                 | Ferstl/Sinz...                                      | Frank...                                                                                                  | Österle...                                     | Gadatsch...                                                           | Zachmann...                                                                               |
| Geschäftsobjekt- architektur                                                   | S: Datensicht M: Fachbegriffs- modell                     | E: Ressourcen M: konzeptuelles Objekt- Schema       | P: Informationssys. E: Entwickler M: Objektmodell (Objekte und Beziehungen)                               | D: Daten M: Datenmodell                        | S: Datenstruktur- sicht M: spezifisches ERM                           | P: Motivation F: Logisch, Physisch, Detailliert M: Liste der Geschäfts- objekte           |
| Daten- architektur                                                             | S: Datensicht M: ERM                                      | E: Ressourcen M: konzeptuelles Objekt- Schema       | P: Informationssys. E: Entwickler M: Objektmodell (Objekte und Beziehungen)                               | D: Daten M: Datenmodell                        | S: Datenstruktur- sicht M: spezifisches ERM                           | P: Daten F: alle M: ERM                                                                   |
| Anwendungs- und Technolo- giearchitektur                                       | S: Funktions- sicht M: AWS-Typ- diagramm, Netztopo- logie | E: Ressourcen M: konzeptuelles Objekt- Schema       | P: Informationssys. E: Systemverwalter M: Objektmodell (System- verwaltung)                               | D: Organisation M: IT-Assess- ment             | S: Applikations- struktursicht M: Applikations- Struktur- diagramm    | P: Funktion F: Logisch, Physisch                                                          |
| Maschinen, Anlagen, Aus- rüstungen u. s. w.                                    |                                                           | E: Ressourcen M: konzeptuelles Objekt- Schema       | P: Organisation E: Ressourcen, Informationen, Kommunikation M: Objektmodell (Ressourcen- verwaltung)      |                                                |                                                                       |                                                                                           |
| Regelungen                                                                     | Scheer...                                                 | Ferstl/Sinz...                                      | Frank...                                                                                                  | Österle...                                     | Gadatsch...                                                           | Zachmann...                                                                               |
| Gesetze                                                                        |                                                           | E: Unterneh- mensplan M: Objektsystem               | |                                                |                                                                       |                                                                                           |
| Standards und Normen                                                           |                                                           | E: Unterneh- mensplan M: Objektsystem               | |                                                |                                                                       |                                                                                           |
| Verträge                                                                       |                                                           | E: Unterneh- mensplan M: Objektsystem               | |                                                |                                                                       |                                                                                           |
| Interessengrup- pen und Markt                                                  | Scheer...                                                 | Ferstl/Sinz...                                      | Frank...                                                                                                  | Österle...                                     | Gadatsch...                                                           | Zachmann...                                                                               |
| Stakeholder und Wettbewerber                                                   |                                                           | E: Unterneh- mensplan M: Objektsystem               | P: Strategie E: Deskription M: Objektmodell (Generali- sierungsbe- ziehungen)                             | D: Organisation M: Kundenbe- ziehungs- analyse |                                                                       | P: Personen F: Kontext M: Liste der Stakeholder                                           |
| Produkte und Dienstleistungen                                                  | S: Leistungs- sicht M: Produkt- baum                      | E: Unterneh- mensplan M: Objektsystem               | P: Strategie E: Analyse M: Objektmodell (Generali- sierungsbe- ziehungen)                                 | D: Organisation M: Leistungs- analyse          |                                                                       |                                                                                           |
| Kunden- management                                                             |                                                           |                                                     | |                                                |                                                                       |                                                                                           |
| Öffentlich- keitsarbeit und Image                                              |                                                           |                                                     | |                                                |                                                                       |                                                                                           |

### Erläuterungen
A ARIS organisiert seine Methoden in einer Kombination aus Sichten (Organisationssicht, Datensicht, Steuerungssicht, Funktionssicht, Leistungssicht) und Phasen (Fachkonzept, DV-Konzept, Implementierung). Jede dieser Kombinationen integriert eine Vielzahl von Methoden, aus denen für diese Gegenüberstellung nur einige Beispiele ausgewählt wurden. Jüngere Veröffentlichungen zu ARIS verzichten zunehmend und die ARIS Software ab Version 6.2 verzichtet gänzlich auf die Beschreibungsebene der Phasen (Fachkonzept, DV-Konzept, Implementierung).
B MEMo organisiert seine Methoden zunächst nur in Perspektiven (Habilitation 1994) und differenziert diese Perspektiven jeweils spezifisch aus: Die strategische Perspektive in Deskription und in Analyse. Die organisatorische Perspektive in Struktur, in Ressourcen, Informationen, Kommunilation und in Geschäftsprozesse. Und die Informationssystem-Perspektive in Objektmodell, in Vorgangsmodelle und in Systemverwaltung. In späteren Publikationen organisiert MEMo seine Methoden dann in einer Kombination aus Perspektiven (unverändert) und Aspekten (Ressourcen, Struktur, Prozess, Ziele/Erfolgsfaktoren, Umfeld), wobei der Aspekt Umfeld in aktuellen Publikationen wieder fehlt.
C Promet organisiert seine Methoden in einer Kombination aus Ebenen (Geschäftsstrategie, Prozess, Informationssystem) und Dimensionen (Organisation, Daten, Funktionen – die bei Bedarf erweitert werden, z. B. Personal, Marketing, Recht).
D Die GPM organisiert ihre Methoden in einer Kombination aus Prozessebenen (Geschäftsprozessebene, Workflowebene) und Struktursichten (Organisationsstruktursicht, Aktivitätsstruktursicht, Applikationsstruktursicht, Informationsstruktursicht). Jede Prozessebene verfügt über eine Methode zur Ablaufmodellierung (Geschäftsprozessdiagramm, Workflowdiagramm) und jeweils eine Methode zur Strukturmodellierung (Geschäftsprozessebene: Organigramm, Geschäftsprozessstrukturdiagramm, Informationssystemstrukturdiagramm, spezifisches ERM; Workflowebene: Stellenplan/Rollenzuordnungsdiagramm, Workflowstrukturdiagramm, Applikationsstrukturdiagramm, spezifisches ERM).
E Das Zachman Framework organisiert seine Methoden in der Matrix aus Perspektiven und Fokussen. Jede Matrixzelle verwendet genau eine Methode, die oft nicht sehr genau definiert ist, so dass diese in verschiedenen Abhandlungen auch sehr unterschiedlich interpretiert werden. Gute und dennoch teilweise widersprüchliche Ansätze liefern. Für diese Gegenüberstellung werden nur einige Beispiele angeführt.

## Anforderungen an eine ganzheitliche Unternehmensabbildung

### Abdeckung der notwendigen Aspekte
Die Unternehmensabbildung muss die vom jeweiligen Unternehmen als notwendig erachteten Aspekte (Unternehmensleitbild, Unternehmenspolitik, Aufbauorganisation, Ablauforganisation, Prozessorganisation, Unternehmensarchitektur, Regelungen sowie Interessengruppen und Markt) abdecken. Deren Zusammenstellung wird einersezts durch den Anspruch des Unternehmens an sich selbst und anderseits durch äußere Faktoren bestimmt.
Zu den äußeren Faktoren gehören z. B. Anforderungen die sich daraus ergeben, dass das Unternehmen Kritische Infrastrukturen betreibt und somit Verpflichtungen gemäß § 8a Abs. 1 BSI-Gesetz unterliegt oder Finanzdienstleistungen anbietet und durch die Bundesanstalt für Finanzdienstleistungsaufsicht (Abkürzung BaFin) reguliert ist. Dazu gehören auch vertragliche Verpflichtungen des Unternehmens, z. B. Zertifizierungen (ISO 9001, ISO/IEC 27001, ISO 14001 …) oder ähnliche Nachweise oder Reporting-Anforderungen (TISAX,  SOA …).

### Internationalisierung/Lokalisierung der Zugänge und Inhalte
Die Unternehmensabbildung muss der internationalen Präsenz (Niederlassungen und Marktzugänge/Kundengruppen) des jeweiligen Unternehmens entsprechend ausgelegt sein. Das kann im einfachsten Fall bedeuten, dass die Darstellungen mehrsprachig – gegebenenfalls auch automatisch übersetzt – angeboten werden. Es kann aber auch erforderlich sein, dass global/allgemein gültige Darstellungen und lokalisierte Darstellungen gleichermaßen unterstützt und gegebenenfalls auch miteinander verknüpft werden müssen (z. B. wenn Logistik-/Transportprozesse international vereinheitlicht sind und wenn Zoll-, Ein- und Ausfuhrprozesse den jeweiligen Landesgesetzen Rechnung tragen müssen und wenn die übergreifende Darstellung der Materialflüsse eine Verknüpfung global/allgemein gültiger und lokaler Prozesse erfordert).
Solche lokalisierten Darstellungen können einerseits automatisch bereitgestellt werden – in dem durch Filterung in der jeweiligen lokalisierten Darstellung nicht gültige Teile einer ganzheitlichen Darstellung ausgeblendet/deaktiviert werden – oder andererseits als voneinander unabhängig/parallel existierende Varianten erstellt werden.
Bei der Anwendung einer Filterung zur Erstellung lokalisierter Varianten muss die Filterung nicht nur die Darstellung selbst, sondern auch die mit der Darstellung verknüpften (Hintergrund-)Informationen erfassen. Für die Erstellung voneinander unabhängig/parallel existierende Varianten kann, um den Aufwand gering zu halten, deren Ableitung aus Templates sinnvoll/gefordert sein.

### Versionsverwaltung/Lebenszyklus der Inhalte
Die Unternehmensabbildung muss entsprechend der Anforderungen an ihre Nachhaltigkeit eine nicht allgemein zugängliche Bearbeitung, eine Veröffentlichung freigegebener und eine Archivierung aktueller sowie abgelaufener Inhalte der Unternehmensabbildung unterstützen.

### Weitere Anforderungen
- Ausrichtung der Inhalte der Unternehmensabbildung an den Zielgruppen (Favoriten, Home/Welcome-Bereich, Rollen-basierte Sichten, Zugriffsschutz)
- Unterstützung einer effizienten Pflege der Inhalte für die Unternehmensabbildung (z. B. als durchdachte User Experience, Autovervollständigung bei der Werteingabe, Anbindung von Künstlicher Intelligenz zur Generierung von Vorschlägen …)
- Sicherstellung einer ausreichenden Verfügbarkeit (Intranet/Internet, Service-Level-Agreement)
- Verknüpfung mit anderen Informationsquellen/Einbettung anderer Informationsquellen in die Geschäftsabläufe (z. B. als Hyperlinks, Inlineframes …)
- Interoperabilität auf der Ebene von Daten im Sinne von Import / Export (möglichst genormter Datenformate) oder dynamischer Anbindung von Systemen (möglichst mit klarer Einordnung als Datenlieferant oder Datenkonsument) beziehungsweise auf der Ebene einer Automatisierung von Prozessen